# Global Trance 2
Albums de Globe
Lights 2
(2002) Level 4
(2003)
Compilations par Globe
8 Years (...)
(2002)
Global Trance 2 ou Global Trance2 (titré en minuscules) est le quatrième album de remix de titres du groupe Globe, sorti en 2002 ; il fait suite à Global Trance de 2001.

## Présentation
L'album sort le 26 septembre 2002 au Japon sur le label Avex Globe de la compagnie Avex au format CD, cinq mois après le précédent album original de Globe, Lights 2, et un an après son précédent album de remix homonyme, Global Trance.
Il atteint la 22e place du classement des ventes de l'Oricon, et reste classé pendant quatre semaines. C'est alors l'album attribué au groupe à s'être le moins bien vendu.
Il contient des versions remixées dans le genre trance par différents DJs (dont Komuro sous l'alias TANDK) de six chansons du groupe parues précédemment en single dans leur version d'origine, plus trois autres titres : un instrumental inédit du DJ Tatsumaki (Futuristic), une version remixée de la chanson du single Dreams From Above de "Globe vs. Push" sorti deux mois auparavant (collaboration entre Globe et le DJ belge Push alias M.I.K.E. ; ce remix était déjà paru en « face B » du single), et une reprise par Globe de la chanson Say Anything du groupe de rock X (Japan) sortie en single en 1991, à la suite de l'arrivée temporaire au sein de Globe de l'ancien leader de X, Yoshiki.
Un autre album homonyme de remix de titres du groupe sortira encore l'année suivante : Global Trance Best, qui reprend six des remixes de Global Trance 2 enchainés avec d'autres au sein d'un unique megamix.
Ces albums font partie d'une série d'albums de remix trance lancée par Avex en 2001, comprenant entre autres Cyber Trance presents ayu trance et Cyber Trance presents ayu trance 2 (remixes d'Ayumi Hamasaki) qui sortent les mêmes mois que ceux de Globe.

## Liste des titres
| CD    | CD                                                        | CD                                            | CD    | CD | CD | CD | CD | CD | CD |
| No    | Titre                                                     | Description                                   | Durée |    |    |    |    |    |    |
| ----- | --------------------------------------------------------- | --------------------------------------------- | ----- | -- | -- | -- | -- | -- | -- |
| 1.    | Wanna Be a Dreammaker (Vapor Mix) (wanna Be A Dreammaker) | Remix du 13e single, par TANDK (T. Komuro)    | 8:17  |    |    |    |    |    |    |
| 2.    | Many Classic Moments (Vincent De Moor's Budou Vox Mix)    | Remix du 26e single, par Vincent De Moor      | 7:38  |    |    |    |    |    |    |
| 3.    | Sweet Pain (Push Remix) (SWEET PAIN)                      | Remix du 3e single, par Push                  | 7:15  |    |    |    |    |    |    |
| 4.    | Genesis of Next (Typhoon Mix) (genesis of next)           | Remix du 25e single (voir crédits)            | 7:46  |    |    |    |    |    |    |
| 5.    | Feel Like Dance (Club Lucida Mix) (Feel Like dance)       | Remix du 1er single, par TANDK                | 9:29  |    |    |    |    |    |    |
| 6.    | Faces Places (Typhoon Mix) (FACES PLACES)                 | Remix du 9e single (voir crédits)             | 7:22  |    |    |    |    |    |    |
| 7.    | Futuristic (futuristic)                                   | Instrumental inédit par Tatsumaki             | 5:49  |    |    |    |    |    |    |
| 8.    | Dreams From Above (TK Mix) (dreams from above)            | Remix du single de "Globe vs Push", par TANDK | 9:04  |    |    |    |    |    |    |
| 9.    | Say Anything (Kanpai Mix 926)                             | Remix du 6e single de X, par TANDK            | 10:14 |    |    |    |    |    |    |
| 72:54 |                                                           |                                               |       |    |    |    |    |    |    |

Crédits : les titres n°1 à 6 sont écrits et composés par Tetsuya Komuro (1, 4, et 6 coécrits avec Marc), le n°7 par Tatsumaki, le n°8 par Komuro et M.I.K.E., et le n°9 par Yoshiki. Les titres n°4 et 6 sont remixés par Frederic Holyszewski, Serge Souque et Daniel Tody.